# Jean Mouillère
Ne doit pas être confondu avec Jean Moulliere.
Jean Mouillère est un violoniste et pédagogue français né le 31 juillet 1941 à Angers.

## Biographie
Jean Mouillère naît le 31 juillet 1941 à Angers.
Il étudie au Conservatoire national supérieur de musique de Paris avec Roland Charmy et Joseph Calvet. Au sein du Conservatoire, il remporte un 1er prix de violon en 1960 et un 1er prix de musique de chambre en 1963. La même année, il obtient un prix spécial au Concours international de Munich. 
Il mène alors une carrière de soliste avant de se consacrer plus spécifiquement à la musique de chambre, créant notamment et animant depuis 1968 le quatuor Via Nova. Ses partenaires de musique de chambre en sonate ou en trio sont Jean-Bernard Pommier, Bruno Rigutto, Jean Hubeau, Georges Solchany (ru), Michèle Boegner, Michel Béroff ou Frédéric Lodéon.
En 1978, il est lauréat du prix Georges Enesco de la Sacem.
Comme pédagogue, il enseigne à l'Académie internationale d'été de Nice à partir de 1980, donne des cours à Pékin en 1980 et 1981 dans le cadre de la mission pédagogique française, est professeur au Conservatoire de Paris entre 1981 et 2006, puis à l'École normale de musique depuis 2006.
Comme interprète, il est le créateur du Concerto pour violon de Graciane Finzi et joue sur un violon Guadagnini de 1774.